# La Magdeleine (Charente)
La Magdeleine ist eine französische Gemeinde mit 117 Einwohnern (Stand: 1. Januar 2022) im Département Charente in der Region Nouvelle-Aquitaine (vor 2016 Poitou-Charentes); sie gehört zum Arrondissement Confolens und zum Kanton Charente-Nord. Die Einwohner werden Magdéléniens genannt.

## Geographie
La Magdeleine liegt etwa 40 Kilometer nordnordwestlich von Angoulême und wird umgeben von den Nachbargemeinden La Forêt-de-Tessé im Norden, Montjean im Nordosten, Villiers-le-Roux im Osten, Villefagnan im Südosten und Süden, Empuré im Süden und Südwesten, Paizay-Naudouin-Embourie im Südwesten sowie Theil-Rabier im Westen.

## Bevölkerungsentwicklung
| Jahr                       | 1962 | 1968 | 1975 | 1982 | 1990 | 1999 | 2006 | 2019 |
| Einwohner                  | 192  | 153  | 135  | 129  | 125  | 119  | 119  | 110  |
| Quellen: Cassini und INSEE |      |      |      |      |      |      |      |      |

## Sehenswürdigkeiten

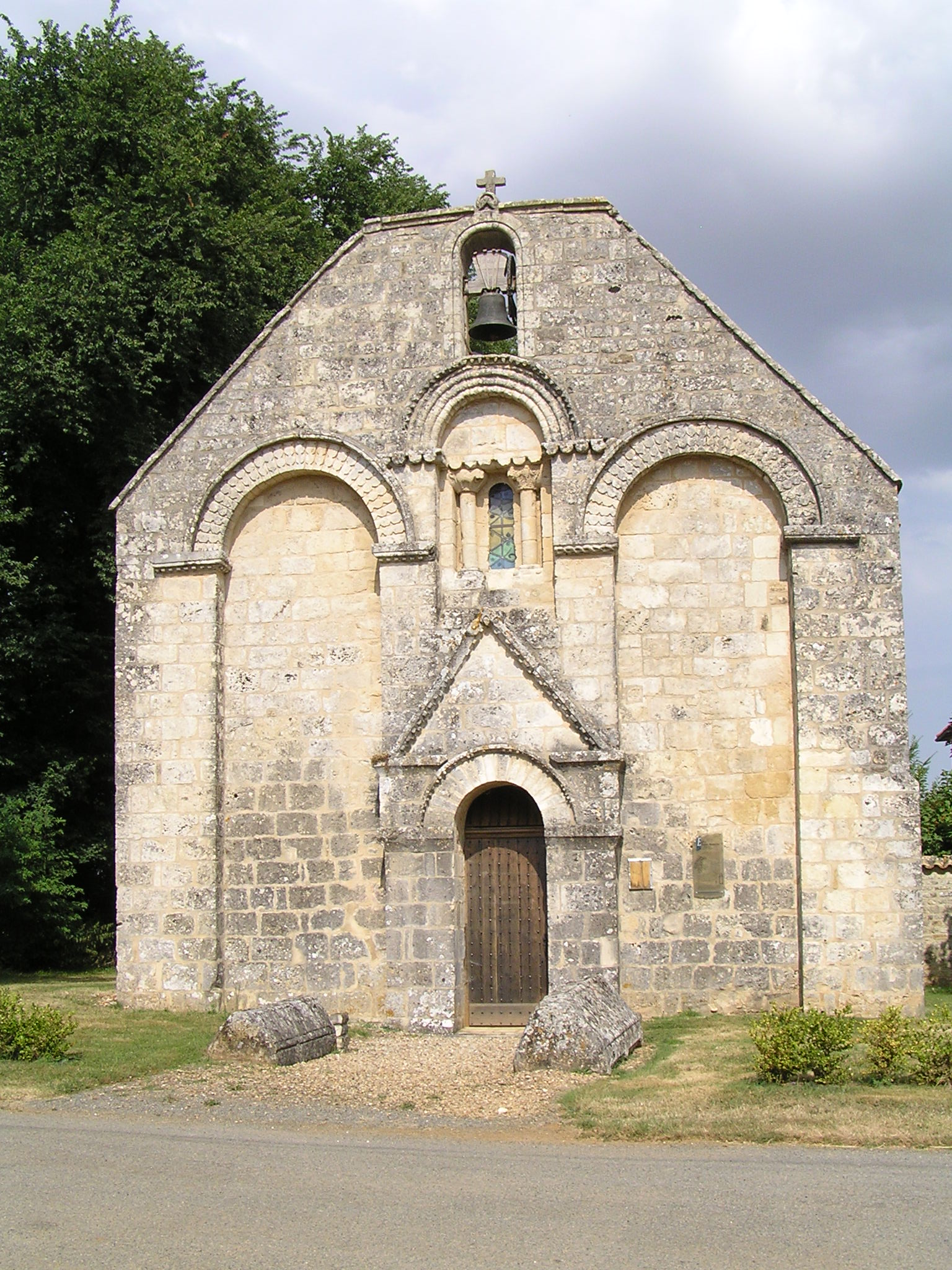
Kirche Sainte-Madeleine

- Kirche Sainte-Madeleine